# 山本範雄
山本 範雄（やまもと のりお、1957年9月23日 - ）は、日本の実業家、前アヲハタ株式会社代表取締役社長。

## 人物・経歴
1957年9月23日生まれ。1981年3月、立教大学経済学部卒業。同年4月、キユーピー株式会社入社。
2006年11月、同社仙台支店長、2009年8月、同社執行役員家庭用本部長に就任。
2013年7月、アヲハタ株式会社執行役員営業本部副本部長、同年10月、同社執行役員営業本部長に就任。
2014年1月、同社取締役営業本部長、同年5月、取締役営業統括兼家庭用営業本部長、2015年1月、常務取締役営業統括兼家庭用営業本部長、同年7月、常務取締役営業統括兼開発本部長を歴任。
2016年1月、同社常務取締役営業統括、2017年2月、専務取締役営業統括、2018年2月、代表取締役専務と歴任し、2019年2月、同社代表取締役社長に就任。同年2月、株式会社中島董商店取締役を兼務。
1932年にみかんの缶詰加工とジャム類の製造を目的として創業したアヲハタの経営者として、創業以来培ってきたフルーツ加工技術を活かし、「フルーツのアヲハタ」を掲げ、フルーツの摂取量向上に貢献するとともに、「フルーツで世界の人を幸せにする」 というビジョンのもと、持続可能な社会の実現と企業価値向上に努めている。
2025年2月、同社代表取締役社長を退任、以後相談役に就任。